# Mhadere Tigabe
Mhadere Tigabe (sinh 1992) là chủ nhân giữ danh hiệu cuộc thi sắc đẹp người Ethiopia được trao vương miện Hoa hậu Hoàn vũ Ethiopia 2013, và đã được đại diện Ethiopia tại Hoa hậu Hoàn vũ 2013.

## Hoa hậu Hoàn vũ Ethiopia 2013
Mhadere Tigabe đã vượt qua 14 thí sinh khác để đăng quang Hoa hậu Hoàn vũ Ethiopia 2013 khi kết thúc cuộc thi được tổ chức vào ngày 20 tháng 9 năm 2013 tại khách sạn Radisson Blu ở Addis Ababa. Cô được đại diện cho Ethiopia trong cuộc thi Hoa hậu Hoàn vũ 2013 tại Moscow, Nga.

## Cuộc sống cá nhân
Tigabe, đến từ Addis Ababa, theo học tại Đại học Mekelle, Ethiopia học ngành Cơ khí. Cô là một đai đen trong taekwondo và có kinh nghiệm dạy kèm cho trẻ em.